# Generale d'armata (Russia)
Generale dell'esercito o generale dell'armata (russo: генерал армии, general armii) è il secondo grado più alto dell'Esercito della Federazione russa, inferiore solo al grado di maresciallo della Federazione Russa e corrispondente al grado di generale dell'armata di epoca sovietica.
Attualmente è anche il grado più alto dell'Aviazione russa, dell'arma di artiglieria, della Forza di difesa aerospaziale, delle truppe corazzate, del Genio e dell'arma delle trasmissioni. Nell'Unione Sovietica i generali che erano al comando di tali Armi avevano il grado di maresciallo capo.
Con decreto del ministro della difesa del 7 maggio 1992 Pavel Gračev fu il primo ufficiale ad essere promosso a tale grado.

## Insegna di grado
Dal 2013 il simbolo del grado è costituito da una grande stella con l'emblema dell'Esercito che era stato usato fino al 1997, come nell'Armata Rossa a partire dal 1974, mentre dal 1997 al 2013 il simbolo del grado era costituito da quattro stelle come nell'Unione Sovietica dal 1943 al 1974.
Fino al 1997 i generali indossavano una piccola stella di maresciallo, ma essendo stati aboliti nel 1993 i gradi di maresciallo capo e maresciallo di corpo non vi era più ragione e con decreto presidenziale del 27 gennaio 1997 vennero ripristinate le insegne di grado del 1943 con quattro stelle.
Controspallina di generale d'armata

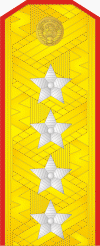
Uniforme da parata 1943-1955
Uniforme da parata 1955-1974
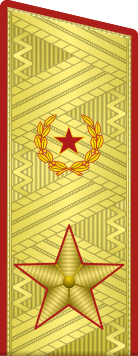
Uniforme da parata 1974-1991
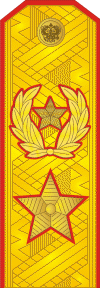
Uniforme da parata 1992-1997
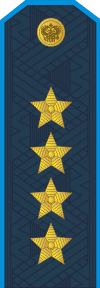
Uniforme di servizio Aeronautica 1997-2010
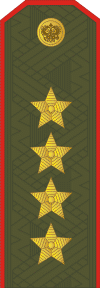
Uniforme di servizio 1997-2010
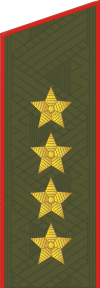
Uniforme di servizio 2010-2013
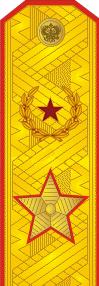
Uniforme da parata 2013